# Eudonia angustea
Eudonia angustea là một loài bướm đêm trong họ Crambidae.

## Hình ảnh

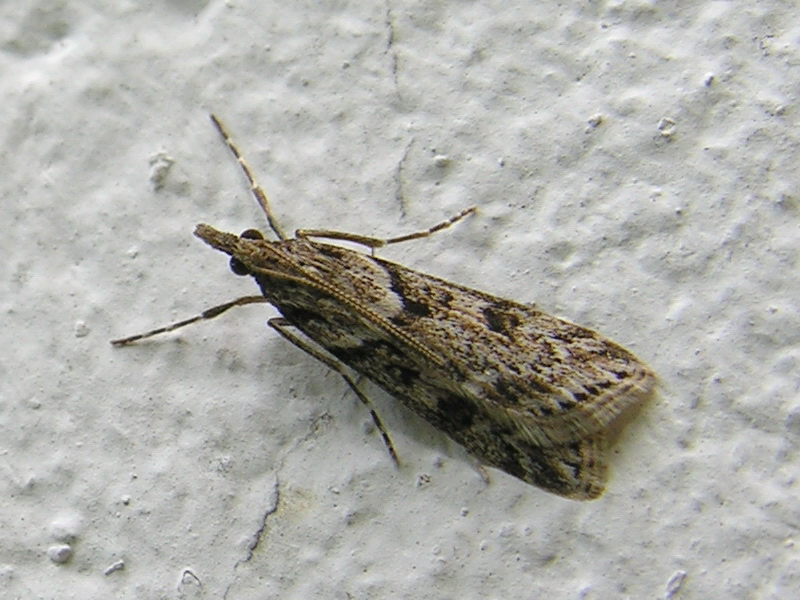
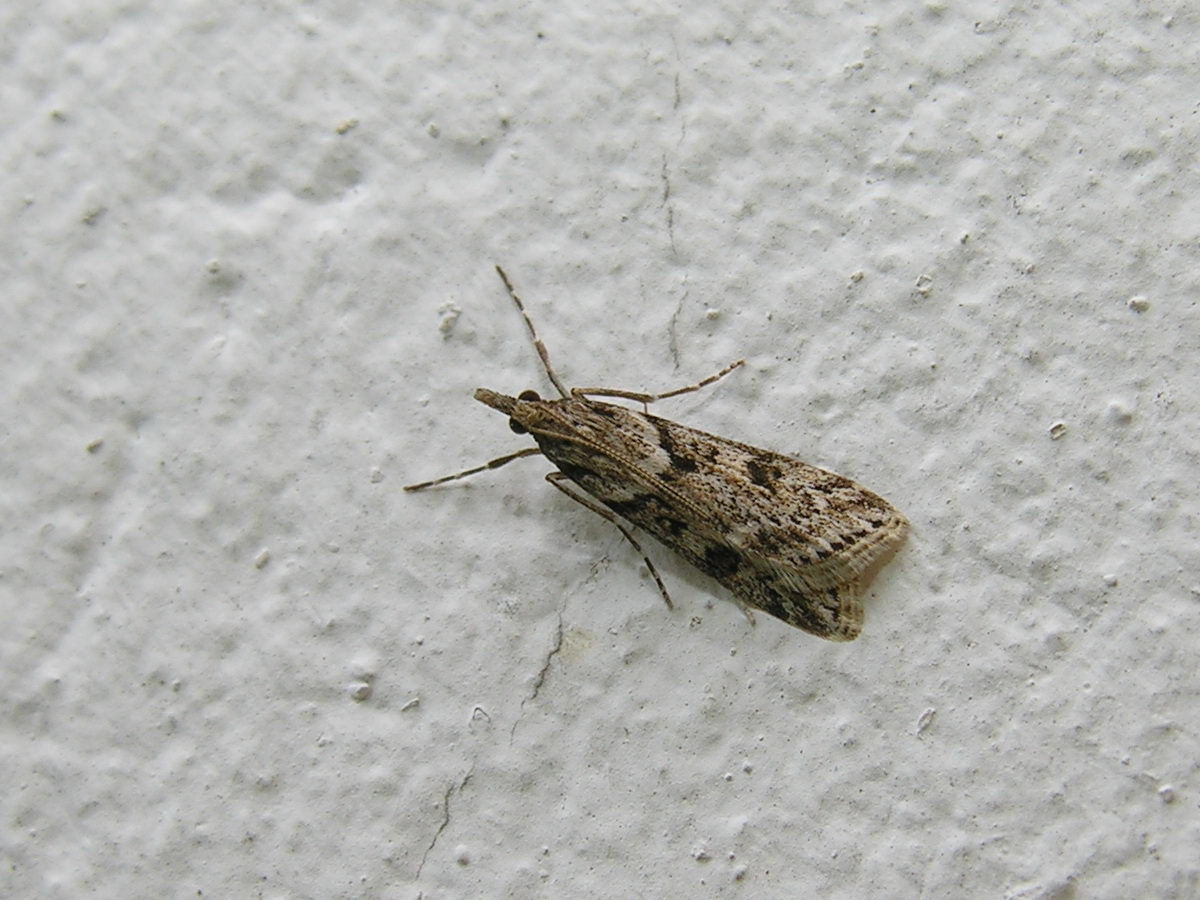
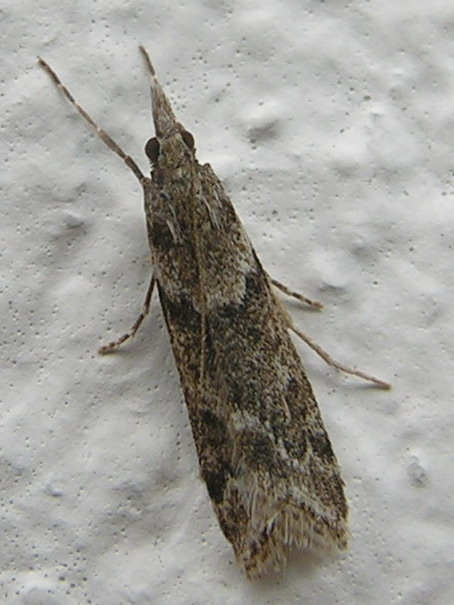
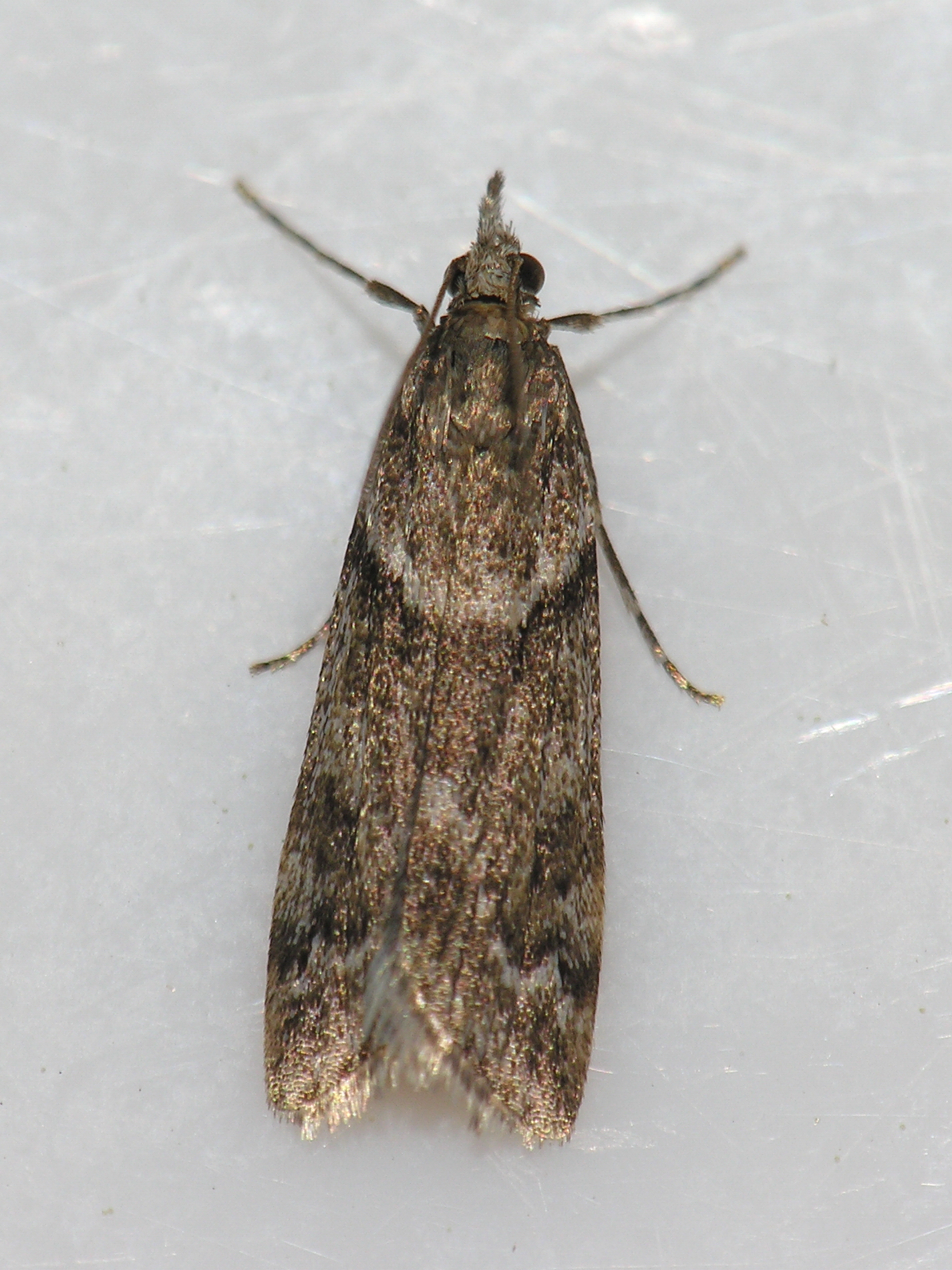